# Colotes
Colotes fue un escultor griego de hacia el año 500 a. C. Después del año 438 fue discípulo y ayudante de Fidias. Prefirió para sus creaciones la técnica del oro-marfil (criselefantina) y debió de colaborar en la efigie del Zeus de Fidias en Olimpia, entre otras obras. Como suyos están atestiguados en Olimpia retratos de filósofos y una mesa en oro-marfil adornada de relieves, en la que en su momento depositaban sus laureles los atletas olímpicos triunfantes.